# God and the Man
God and the Man é um filme mudo britânico de 1918, do gênero drama, dirigido por Edwin J. Collins e estrelado por Langhorn Burton, Joyce Carey e Bert Wynne. Foi uma adaptação do romance de Robert Williams Buchanan.

## Elenco
- Langhorn Burton - Christiansen
- Joyce Carey - Priscilla Sefton
- Bert Wynne - Richard Christiansen
- Edith Craig - Dame Christiansen
- Sybil Arundale - Kate Orchardson
- Henry Vibart - Sr. Sefton
- Nelson Ramsey - Squire Christiansen
- E. Vivian Reynolds - John Wesley